# Qaraçay (vattendrag i Azerbajdzjan, Qäbälä, lat 40,79, long 47,61)
Qaraçay är ett vattendrag i Azerbajdzjan.   Det ligger i distriktet Qəbələ, i den centrala delen av landet, 200 km väster om huvudstaden Baku.
I omgivningarna runt Qaraçay växer huvudsakligen savannskog. Runt Qaraçay är det ganska tätbefolkat, med 58 invånare per kvadratkilometer.